# 後浦なつみ
後浦なつみ（のちうらなつみ）は、日本の女性アイドル集団ハロー!プロジェクトのソロヴォーカリストである安倍なつみ、後藤真希、松浦亜弥の3人が2004年10月に結成した期間限定ユニットの名前。
ユニット名は後藤の後（「のち」と読ませる）、松浦の浦、安倍のなつみを組み合わせた物で、プロデューサーであるつんく♂（シャ乱Q）が命名した。麻垣康三や三角大福と同様に、構成者全員の名前を組み合わせて作られた名前である。2002年のごまっとうに続く、ハロー!プロジェクト内でソロ活動を行うメンバーで結成された3人組ユニットでもある。

## 概要
- シングル「恋愛戦隊シツレンジャー」でデビュー。オリコン週間チャート最高4位。活動再開が無い限りは、同作品が唯一のシングル。
- 当初、『第55回NHK紅白歌合戦』への出場が決まっていたが、出場決定後の2004年12月1日に、安倍が写真集やラジオコーナーで発表していた自作詞の盗作問題が発覚、安倍は同年12月から翌2005年1月末日まで謹慎、同期間にあたる『-紅白-』への出場も辞退した。その結果、後藤と松浦の2人組での出場となり、ユニット名も「なつみ」の名前を残した「後浦なつみ」のままでは実態に合わないとの意見も有り、「後藤真希&松浦亜弥」名義での出演となった。また期間限定ユニットであった為、2005年1月末まで行われた、愛・地球博パートナーシップ事業イベント「Hello! Project 2005 Winter オールスターズ大乱舞〜A HAPPY NEW POWER! 飯田圭織卒業スペシャル〜」等へのユニット出場の途も断たれ、その時点では実質済し崩しに終了と思われていた。
- 2005年2月になって、安倍の復帰・謝罪およびメロン記念日とのレビュー開始記者会見の席で突然「後浦なつみコンサートツアー2005春 『トライアングルエナジー』」の開催が発表され、少なくとも同ツアー終了予定日（5月8日）までの活動延長となった。従来、ごまっとうを始めとして、この様な期間限定のユニット活動はライブツアーに結び付く事は無かったので、前例を覆した事になる。なお、ハロー!プロジェクトのライブツアーに典型的な「ファースト」等の回数を意味する語が、同ツアー名には含まれていない。
- 2005年9月、当グループのメンバーと石川梨華の4人によるヴォーカルユニットDEF.DIVAの結成が発表。その後についてはDEF.DIVAの項を参照のこと。

## 音楽

### シングル
- 恋愛戦隊シツレンジャー（2004年10月6日）

安倍によると、シツレンジャーはスーパー戦隊シリーズの「戦隊」の一つと公認されているという。『ミュージックステーション』（テレビ朝日）への出演時など、当時放送されていた同局の番組『特捜戦隊デカレンジャー』の出演キャラクターとのコラボレーション（殺陣シーン）がしばしば見られた。

### アルバム
- プッチベスト5（2004年12月22日）LOVE LIKE CRAZY（Smooth Jazzy Mix）収録
- ハロー!プロジェクト スペシャルユニット メガベスト（2008年12月10日）

### DVD
- シングルV・恋愛戦隊シツレンジャー（2004年10月27日）C/Wも収録
- プッチベスト5 DVD（2004年12月15日）

恋愛戦隊シツレンジャー（VOCAL Ver.）収録
- 後浦なつみコンサートツアー2005 DVDパンフレット（NN-01）

コンサート会場で発売された。
- 後浦なつみコンサートツアー2005春「トライアングルエナジー」（2005年8月3日）

## 書籍

### 写真集
- 後浦なつみライブ写真集「TRIANGLE ENERGY」（2005年7月6日、竹書房）ISBN 4-8124-2249-3

## 出演

### イベント
- Hello! Project SPORTS FESTIVAL 2004（2004年11月14日 豊田スタジアム）

### コンサート
- 後浦なつみコンサートツアー2005春「トライアングルエナジー」（2005年4月10日 - 5月8日）
  - 4月10日（日）福島県・郡山市民文化センター 15:30開演、19:00開演
  - 4月17日（日）静岡県・富士市文化会館ロゼシアター 15:30開演、19:00開演
  - 4月24日（日）京都市・京都会館第一ホール 15:30開演、19:00開演
  - 4月29日（金・祝）東京都・中野サンプラザ 15:30開演、19:00開演
  - 4月30日（土）東京・中野サンプラザ 14:00開演、18:00開演
  - 5月1日（日）東京・中野サンプラザ 13:00開演、17:00開演
  - 5月8日（日）大阪市・大阪厚生年金会館大ホール 15:30開演、19:00開演